# 吉沃莱托
吉沃莱托（義大利語：Givoletto），是意大利都灵省的一个市镇。总面积12.78平方公里，人口3296人，人口密度257.9人/平方公里（2009年）。ISTAT代码为001116。